# Кургановка (Кемеровская область)
Кургановка — упразднённый в 1965 году посёлок в Кемеровской области России, включенный в состав города Берёзовский. Ныне входит в район Южный города Берёзовского Берёзовского городского округа.

## География
Был расположен в северной части Кемеровской области, в южной части города, в таёжной зоне.

#### Климат
Преобладает резко континентальный климат. Самый тёплый месяц июль со средней температурой 18,6 °C, а самый холодный — февраль, со средней температурой −18.4 °C. Среднегодовое количество осадков — 505 мм. Меньше всего осадков выпадает в феврале, в среднем около 14 мм, а больше всего в июле, в среднем 69 мм.

## История
Посёлок возник в 1904 году. По данным на 1926 году хутора Кургановские состояли из 24 хозяйств. В административном отношении входили в состав Романовского сельсовета Кемеровского района Кузнецкого округа Сибирского края.
В 1939 году в пос. Кургановка Барзасского района открыт базар, работавший по воскресеньям.
В 1943—1944 году Кургановке придан статус рабочего посёлка. Сначала рабочий посёлок образован решением ОИК № 609 от 25 сентября 1943 г., со включением в поссовет н.п.: Кургановка, при шахтах «Южная» и «2-я Крохалевская», при этом Кургановский поссовет был подчинен Барзасскому району. Решение местных властей утверждено Президиумом ВС РСФСР в 1944 году

Указом Президиума ВС РСФСР от 11.01.1965 упразднён Берёзовский промышленный район, рабочий посёлок Берёзовский преобразован в город областного подчинения за счет объединения рабочих поселков: Березовский, Октябрьский, Кургановский.

## Население
По переписи 1926 г. на хуторах проживал 151 человек (75 мужчин и 76 женщин), основное население — русские.
По переписи 1959 года в посёлке проживало 13551 человек, в том числе 6560 мужчин и 6991 женщина.